# Chiesa della Sacra Famiglia (Salerno)
La chiesa Sacra Famiglia è situata nel quartiere Fratte di Salerno. Rappresenta un'opera di straordinario interesse architettonico: è, infatti, il primo edificio di culto realizzato interamente in cemento armato all'indomani della riforma liturgica successiva al Concilio Vaticano II.

## La storia
La prima chiesa della Sacra Famiglia a Fratte, venne costruita alla fine dell'800 con capitali privati, per far fronte alla crescente richiesta di luoghi di culto in un'area in forte crescita demografica, data dallo sviluppo di numerose industrie. La necessità di costruire la nuova struttura emerse a metà degli anni '70 con i lavori di completamento del raccordo autostradale che portarono all'esproprio della chiesa ottocentesca. Padre Nicola Roberto, parroco dal 1952 al 1976, si affidò all'ingegnere salernitano Vittorio Gigliotti, al tempo impegnato a Roma con Paolo Portoghesi nello "Studio di Porta Pinciana". Nel 1969, i due avviarono la progettazione della chiesa e nel 1971 iniziarono i lavori che si conclusero, parzialmente nel 1974. Si dovette aspettare il 1984 per la realizzazione del pavimento, il 2007 per il completamento della scala esterna, dell'organo e dell'ambone e il 2011 per il sagrato. Tutt'oggi risultano non terminati alcuni interventi. 

### Il contesto
Il lotto della nuova chiesa sorge nel cuore di Fratte, un quartiere sviluppatosi a fine '800 come area industriale, che nel corso dei decenni ha subito diversi traumi (espansione edilizia selvaggia, alluvione del 1954 e terremoto del 1980) che ne hanno causato una crescita poco armoniosa. Portoghesi e Gigliotti iniziarono a lavorare al progetto negli anni a ridosso della chiusura del Concilio Vaticano II, recependone alcuni dei temi ma integrando anche un repertorio ampio di suggestioni formali e culturali provenienti dalla formazione dello stesso Paolo Portoghesi.

### Il progetto
Il cerchio è l'elemento ispiratore dell'intera opera, infatti la chiesa si compone strutturalmente di sei centri contenuti in cerchi concentrici. L'idea dei progettisti è stata quella di realizzare un edificio che esprimesse, attraverso la scelta delle forme curve, i concetti di unità e di centralità del divino. Alzando lo sguardo, l'attenzione viene catturata dai tre cerchi convessi principali che, convergendo, generano la cupola. Essi, in termini artistici, rappresentano il culto celebrato all'ombra di tre grandi alberi. La convergenza di tre elementi in uno solo allude chiaramente alle tre persone divine, secondo la logica del “tre in uno” della teologia cristiana.
Il primo cerchio più grande, che emerge dalla natura visualizzabile nelle vetrate verdi-azzurre, simboleggia il Padre Creatore; il secondo cerchio, che forma il camino del tabernacolo della presenza eucaristica, simboleggia il Figlio Gesù; il terzo cerchio, che emerge dal presbiterio con la sede per i ministri del culto e il sito del Battistero, simboleggio lo Spirito Santo.
Se da un lato è rappresentato il mistero della Trinità, dall'altro, emerge velatamente, a partire dall'abbraccio delle due rampe di ingresso che circondano l'edificio sacro, la dedica della chiesa alla Sacra Famiglia di Nazareth.
Di grande effetto sono i giochi di luce creati dalle aperture strette e lunghe delle finestre nelle diverse ore del giorno e della sera. Entrando dall'ingresso principale della rampa a destra si è posti subito di fronte ad una composizione delle vetrate che vuole dare l'immagine di una chiesa tradizionale con tetto a spiovente e alto campanile. Girandosi poi verso il centro della chiesa si entra nella nuova concezione architettonica di chiesa tipicamente postconciliare.
I diversi colori delle vetrate simboleggiano il dialogo necessario tra la natura umana nel colore verde-azzurro e la natura divina nel colore giallo-bianco.
L'altare, prima mensa, situato in posizione centrale, è innalzato su un piedistallo in marmo. L'ambone, seconda mensa, in posizione decentrata, riprende lo stile a clessidra ed il materiale dell'altare, piedistallo in marmo e struttura in cemento, per richiamare, secondo le vigenti norme liturgiche, la collateralità delle due mense e la complementarità nell'unica celebrazione.
La cappella del Tabernacolo della presenza eucaristica, è impreziosita da una creazione dello scultore romano Mario Siniscalco. Si tratta di un'opera realizzata interamente in ottone martellato, che si completa con i coordinati: un leggio per il messale della sede, due porta-candele dell'altare, un porta-cero pasquale ed un leggio per il messale dell'altare. Le geometriche essenzialità delle strutture tubolari sono assimilabili a fiamme accese che riscaldano i credenti e li orientano verso l'alto, dove le aperture circolari invitano al contatto diretto con Dio, tradizionalmente immaginato “nell'alto dei cieli”.